# Aphelandra montis-scalaris
Aphelandra montis-scalaris är en akantusväxtart som beskrevs av Gustav Lindau och Pilg.. Aphelandra montis-scalaris ingår i släktet Aphelandra och familjen akantusväxter. Inga underarter finns listade i Catalogue of Life.